# Old Town Transit Center
Old Town Transit Center - stacja transportu intermodalnego mieszcząca się w kalifornijskim mieście San Diego w dzielnicy Old Town obsługująca tramwaje zielonej linii lekkiej kolei miejskiej San Diego Trolley i pociągi dwóch linii kolejowych: COASTER i Pacific Surfliner.

## Historia
Stacja Old Town Transit Center została zbudowana na początku lat dziewięćdziesiątych. W dniu 16 czerwca 1996 roku otwarto dla pasażerów przedłużenie linii San Diego Trolley North/South Line do stacji Old Town Transit Center.

## Galeria zdjęć

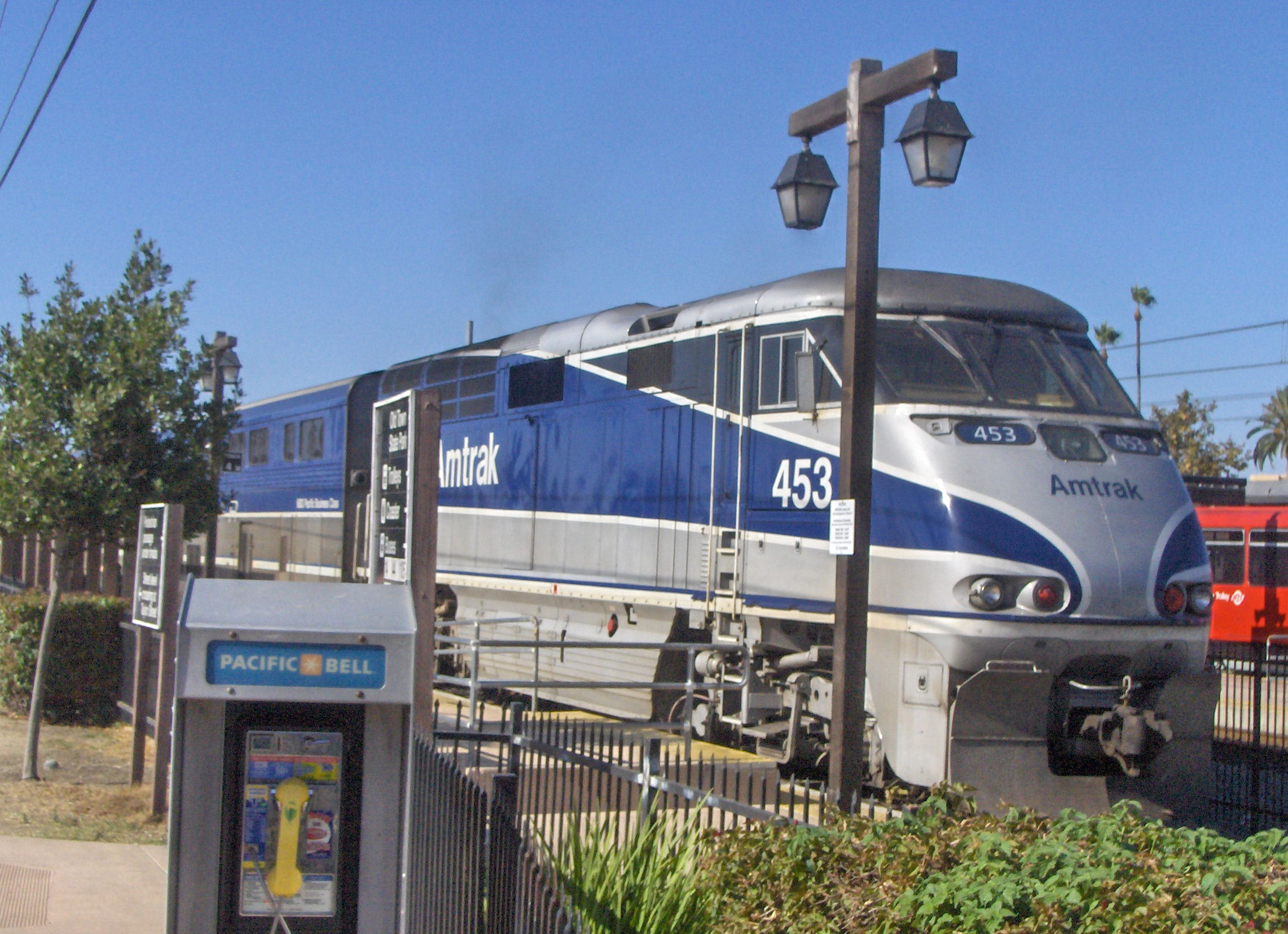
Pociąg linii Pacific Surfliner na stacji Old Town Transit Center
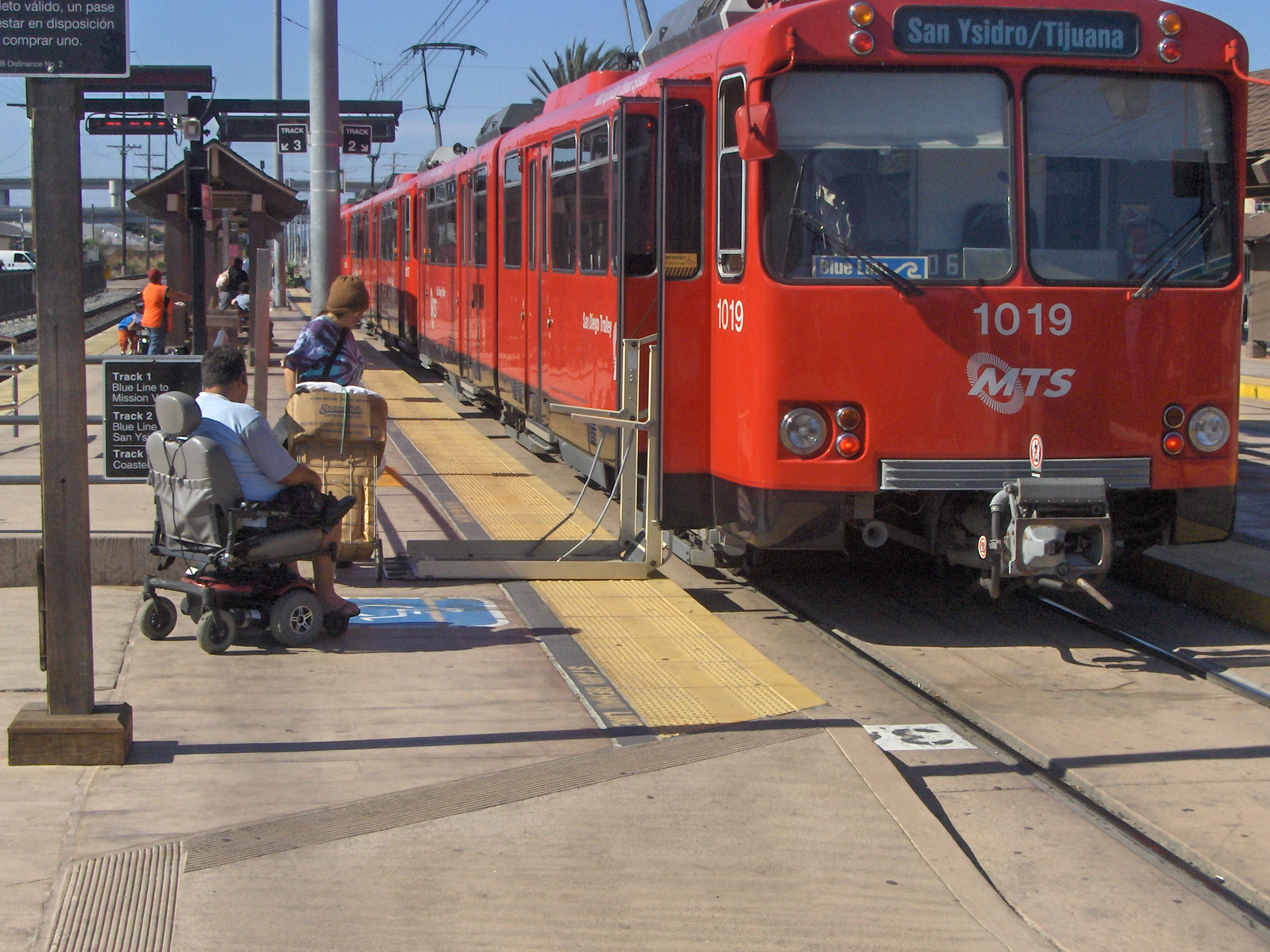
Tramwaj z wystawioną windą dla osób niepełnosprawnych na stacji Old Town Transit Center
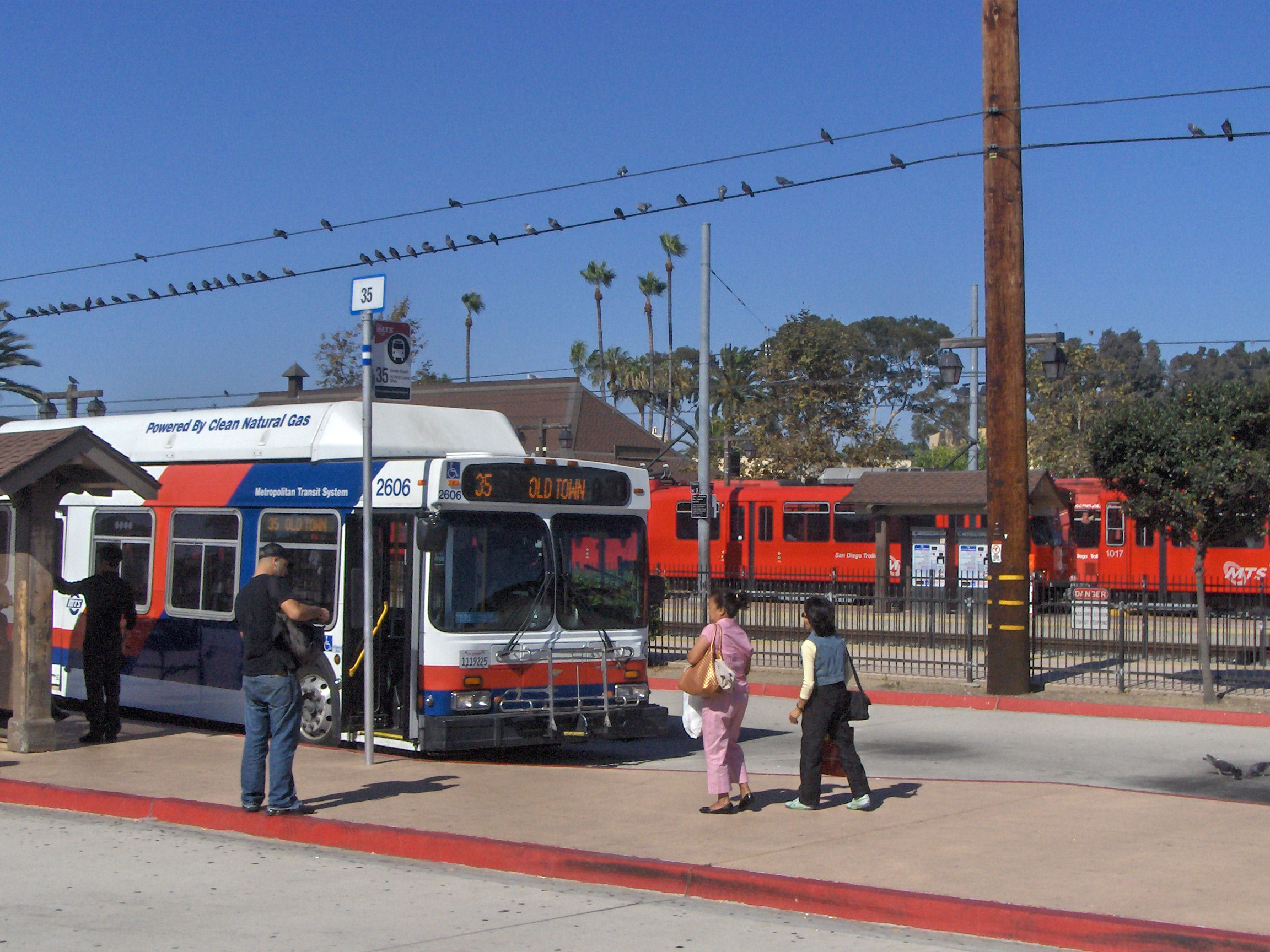
Autobus i tramwaj na stacji Old Town Transit Center